# Воронья Нога
Воронья Нога (рос. Воронья Нога) — присілок в Бежецькому районі Тверської області Російської Федерації.
Населення становить 32 особи. Входить до складу муніципального утворення Пореч'євське сільське поселення.

## Історія
Від 2005 року входить до складу муніципального утворення Пореч'євське сільське поселення.

## Населення
| 2008 | 2010 |
| ---- | ---- |
| 42   | ↘32  |